# 2629 Rudra
2629 Rudra è un asteroide areosecante. Scoperto nel 1980, presenta un'orbita caratterizzata da un semiasse maggiore pari a 1,7404542 UA e da un'eccentricità di 0,2289701, inclinata di 23,44055° rispetto all'eclittica.
L'asteroide è dedicato all'omonima deità vedica della religione induista.